# هيدي كوزاك
هيدي كوزاك (بالإنجليزية: Heidi Kozak)‏ هي ممثلة أمريكية، ولدت في 5 مايو 1963 في الولايات المتحدة.

## وصلات خارجية
- هيدي كوزاك على موقع IMDb (الإنجليزية)
- هيدي كوزاك على موقع قاعدة بيانات الفيلم (الإنجليزية)